# Pedro Bigas
Pour les articles homonymes, voir Bigas et Rigo.
Pedro Bigas Rigo est un footballeur espagnol, né le 15 mai 1990 à Palma de Majorque. Il évolue au poste de défenseur central à la Elche CF.

## Biographie
Le 31 juillet 2018, il est prêté par l'UD Las Palmas pour une saison à la SD Eibar,.
En avril 2025, il prolonge son contrat avec Elche CF jusqu'en 2026.

## Palmarès
Vierge

## Statistiques
| Saison                | Club                  | Championnat           | Championnat | Championnat | Coupe(s) nationale(s) | Coupe(s) nationale(s) | Total | Total |
| Saison                | Club                  | Division              | M.          | B.          | M.                    | B.                    | M.    | B.    |
| 2010-2011             | Atlético Baleares     | Segunda División B    | 26          | 1           | 1                     | 0                     | 27    | 1     |
| 2011-2012             | RCD Majorque B        | Segunda División B    | 11          | 1           | -                     | -                     | 11    | 1     |
| 2011-2012             | RCD Majorque          | Liga                  | 16          | 0           | 4                     | 0                     | 20    | 0     |
| 2012-2013             | RCD Majorque          | Liga                  | 24          | 1           | 3                     | 0                     | 27    | 1     |
| 2013-2014             | RCD Majorque          | Segunda División      | 31          | 2           | 1                     | 0                     | 32    | 2     |
| 2014-2015             | RCD Majorque          | Segunda División      | 28          | 1           | -                     | -                     | 28    | 1     |
| 2015-2016             | UD Las Palmas         | Liga                  | 27          | 3           | 1                     | 0                     | 28    | 3     |
| 2016-2017             | UD Las Palmas         | Liga                  | 32          | 4           | 1                     | 0                     | 33    | 4     |
| 2017-2018             | UD Las Palmas         | Liga                  | 12          | 0           | 2                     | 0                     | 14    | 0     |
| 2018-2019             | SD Eibar (prêt)       | Liga                  | 10          | 0           | 2                     | 0                     | 12    | 0     |
| Total sur la carrière | Total sur la carrière | Total sur la carrière | 217         | 13          | 15                    | 0                     | 232   | 13    |